# Завад
Зава́д —  посёлок в Сасовском районе Рязанской области России. В рамках организации местного самоуправления входит в состав  городского округа город Сасово.  Фактически  урочище.

## Название
Образовано от расположенный за рекой Вад.

## География
Расположена в восточной части   района, на правобережье реки Вад, в километре от русла, в 72 км к востоку от райцентра.

### Климат
Климат умеренно континентальный с умеренно жарким летом (средняя температура июля +19 °С) и относительно холодной зимой (средняя температура января –11 °С). Осадков выпадает около 600 мм в год.

### Географическое положение
- Завад являлся самым восточным населённым пунктом Рязанской области, а также и самым отдалённым от областного центра: 195 км по прямой. После упразднения таковым стало село Матвеевское.
- Завад являлся самым восточным населённым пунктом Сасовского района. После упразднения таковым стало село Матвеевское.
- Самый удалённый от райцентра населённый пункт (72 км по дороге). После упразднения таковым также стало село Матвеевское (68 км по дороге).

## История

### Административно-территориальное деление
С 2004 по 2023 год  входил в состав Придорожного сельского поселения.
До этого момента входила в Пичкиряевский сельский округ.
В 2010 году  Завад сгорел. В настоящее время строений не существует.

## Население
| 1980 | 2010 |
| ---- | ---- |
| 31   | ↘0   |